# Robert Benton
Pour les articles homonymes, voir Benton.
Ne pas confondre avec Robert R. Benton (en), décorateur américain
Robert Benton, né le 29 septembre 1932 à Waxahachie (Texas) et mort le 11 mai 2025 à New York (État de New York), est un scénariste et réalisateur américain.

## Biographie

### Jeunes années
Tout comme David Newman, avec lequel il a écrit le scénario du film à succès Bonnie and Clyde, Robert Benton s'est formé à une époque où les écoles de cinéma n'existaient pas, en allant voir des films dans des salles d'art et essai. Il a vu à cette époque Jules et Jim de François Truffaut une douzaine de fois et a une grande admiration pour le film de Jean-Luc Godard À bout de souffle. Cette formation inclut aussi la lecture des livres de Peter Bogdanovich sur Alfred Hitchcock et Howard Hawks.

### Carrière
Robert Benton décide avec David Newman d'adapter l'histoire de Bonnie Parker et Clyde Barrow après avoir lu le livre de John Toland The Dillinger Days, cette histoire parlant à Benton car il est originaire de l'Est du Texas où ces gangsters sont alors de « très grands héros populaires » et aussi parce que leur côté révolutionnaire leur semble résonner avec l'époque où ils vivent, la fin des années 1960. Ils enverront le scénario à François Truffaut qui le confiera à Warren Beatty. Ce dernier produit le film et interprète le rôle de Clyde Barrow aux côtés de Faye Dunaway. Réalisé par Arthur Penn, le film est un grand succès, malgré sa violence inhabituelle pour l'époque, et est même considéré comme un point tournant dans l'histoire du cinéma américain.
Après avoir travaillé sur Bonnie and Clyde, Benton et Newman coscénarisent Le Reptile, un western réalisé par le vétéran Joseph L. Mankiewicz et mettant en vedette Kirk Douglas et Henry Fonda. Robert Benton passe ensuite à la réalisation avec Les rebelles viennent de l'enfer (Bad Company), un autre western, une fois encore écrit conjointement avec David Newman. Robert Benton est cependant le seul scénariste de son film suivant, Le chat connaît l'assassin, nostalgique évocation du film noir des années 1940 replacé dans un contexte contemporain. Succès moyen au box-office, le film est bien accueilli par la critique et permet à Robert Benton d'être nommé pour l'Oscar du meilleur scénario.
C'est en 1979 que Robert Benton connait son plus gros succès en carrière avec Kramer contre Kramer, un drame conjugal qui remporte cinq Oscars, dont celui du meilleur film, et contribue à affermir la réputation de l'actrice principale Meryl Streep. Pendant la même période, Benton et Newman participent à l'écriture du film Superman réalisé par Richard Donner.    
Robert Benton revient à la mise en scène en 1982 avec La Mort aux enchères, un thriller psychologique rendant hommage au cinéma d'Alfred Hitchcock. Le film, qui met à nouveau en vedette Meryl Streep ainsi que Roy Scheider, passe un peu inaperçu à sa sortie. Puis, Robert Benton renoue avec ses racines texanes pour son film suivant, Les Saisons du cœur, un film se déroulant pendant la dépression des années 1930 et dans lequel Sally Field incarne une jeune femme récemment devenue veuve qui décide de se lancer dans la plantation de coton. Très bien accueilli aux États-Unis, le film obtient sept nominations aux Oscars et Robert Benton lui-même reçoit le prix du meilleur scénario original. 
Robert Benton reste au Texas avec Nadine, la seule comédie de sa carrière. Kim Basinger et Jeff Bridges y incarnent un couple querelleur plongé dans une aventure loufoque. Son film suivant, Billy Bathgate, est un des rares que Robert Benton réalise sans en être le scénariste. Adaptation par Tom Stoppard d'un roman d'E. L. Doctorow, Billy Bathgate est une histoire de gangsters se déroulant durant les années 1930. Onéreuse production, Billy Bathgate sort dans la foulée d'un certain nombre de films consacrés au monde interlope (Les Affranchis, Bugsy). Le film est tièdement accueilli par la critique et ne connait qu'un succès mitigé.
Robert Benton revient à un cinéma plus intimiste et personnel avec Un homme presque parfait, un drame psychologique adapté d'un roman de Richard Russo dans lequel Paul Newman tient le rôle d'un sexagénaire désinvolte soudainement confronté à des responsabilités inattendues. Le film jouit d'un succès d'estime et, une fois de plus, Robert Benton sera nommé pour l'Oscar du meilleur scénario (adaptation). Benton et Newman font une seconde fois équipe avec L'Heure magique, nouvel hommage au film noir un peu dans la lignée de Le chat connaît l'assassin.

## Filmographie partielle

### Réalisateur
- 1972 : Les rebelles viennent de l'enfer (Bad Company)

- 1977 : Le chat connaît l'assassin (The Late Show) - également scénariste
- 1979 : Kramer contre Kramer (Kramer vs. Kramer) - également scénariste

- 1982 : La Mort aux enchères (Still of the Night) - également scénariste
- 1984 : Les Saisons du cœur (Places in the Heart) - également scénariste
- 1987 : Nadine - également scénariste

- 1991 : Billy Bathgate
- 1994 : Un homme presque parfait (Nobody's Fool) - également scénariste
- 1998 : L'Heure magique (Twilight) - également scénariste

- 2003 : La Couleur du mensonge (The Human Stain)
- 2007 : Festin d'amour (Feast of Love)

### Scénariste
- 1967 : Bonnie and Clyde d'Arthur Penn
- 1978 : Superman de Richard Donner (co-scénariste)
- 2005 : Faux Amis (The Ice Harvest) de Harold Ramis

Robert Benton est également apparu dans trois documentaires télévisés : A Great Day in Harlem (1994), Magic Time for Piotr (1998) et Nicole Kidman: An American Cinematheque Tribute (2003)

## Distinctions

### Récompenses
- Prix Edgar-Allan-Poe 1977 : Meilleur scénario pour Le chat connaît l'assassin

- Oscars 1980 :
  - Meilleur réalisateur pour Kramer contre Kramer
  - Meilleur scénario adapté pour Kramer contre Kramer

- Berlinale 1985 : Ours d'argent pour Les Saisons du cœur
- Oscars 1985 : Meilleur scénario original pour Les Saisons du cœur

### Nominations
- Golden Globes 1985 : Meilleur scénario pour Les Saisons du cœur
- Oscars 1985 : Meilleur réalisateur pour Les Saisons du cœur